# Musée de l’Air et de l’Espace
A Musée de l’Air et de l’Espace egy francia múzeum, amely a Párizs-Le Bourget-i repülőtér délkeleti sarkában található, Le Bourget kommunában, Párizs közelében. 1919-ben hozták létre a neves francia repülőmérnök, Albert Caquot (1881-1976) javaslatára. Ez a világ egyik legrégebbi repülési múzeuma.

## Repülőgépek a kiállításon
Az alábbiakban egy válogatás látható a kiállított repülőgépekből.

### Repülőgépek 1918-ig
- Deperdussin Monocoque, 1912
- Nieuport 11 Bébé, 1915
- Breguet 14, 1917
- Pfalz D.XII, 1918
- Junkers D.I (J 9), 1918

### Repülőgépek 1919-1945
- Junkers F 13, 1919
- Breguet 19, 1926
- Potez 53, 1933
- Polikarpow I-153, 1934
- DFS Habicht, 1936
- B–26 Marauder, 1941
- Focke-Wulf Fw 190, 1941
- Supermarine Spitfire XVI, 1942
- Jak–3, 1944
- Heinkel He 111 Bomber
- Heinkel He 162 A „Volksjäger“, 1944
- Fieseler Fi 103 „V1“, 1944
- Morane-Saulnier Vanneau, Oktató repülőgép, 1944

### Repülőgép 1945-től

#### Katonai repülőgépek
- Leduc 0.10, Prototípus, 1947
- Nord 1500 Griffon, Prototípus, 1955
- Leduc 0.22, Prototípus, 1956
- Transall C–160, két sorozatú gép[4][5]

#### Kereskedelmi repülőgépek
- Két Concorde, az egyik a sorozat prototípusa
- Boeing 727, 1966
- Boeing 747, teljesen hozzáférhető
- Mercure 100, hozzáférhető

## Képtár

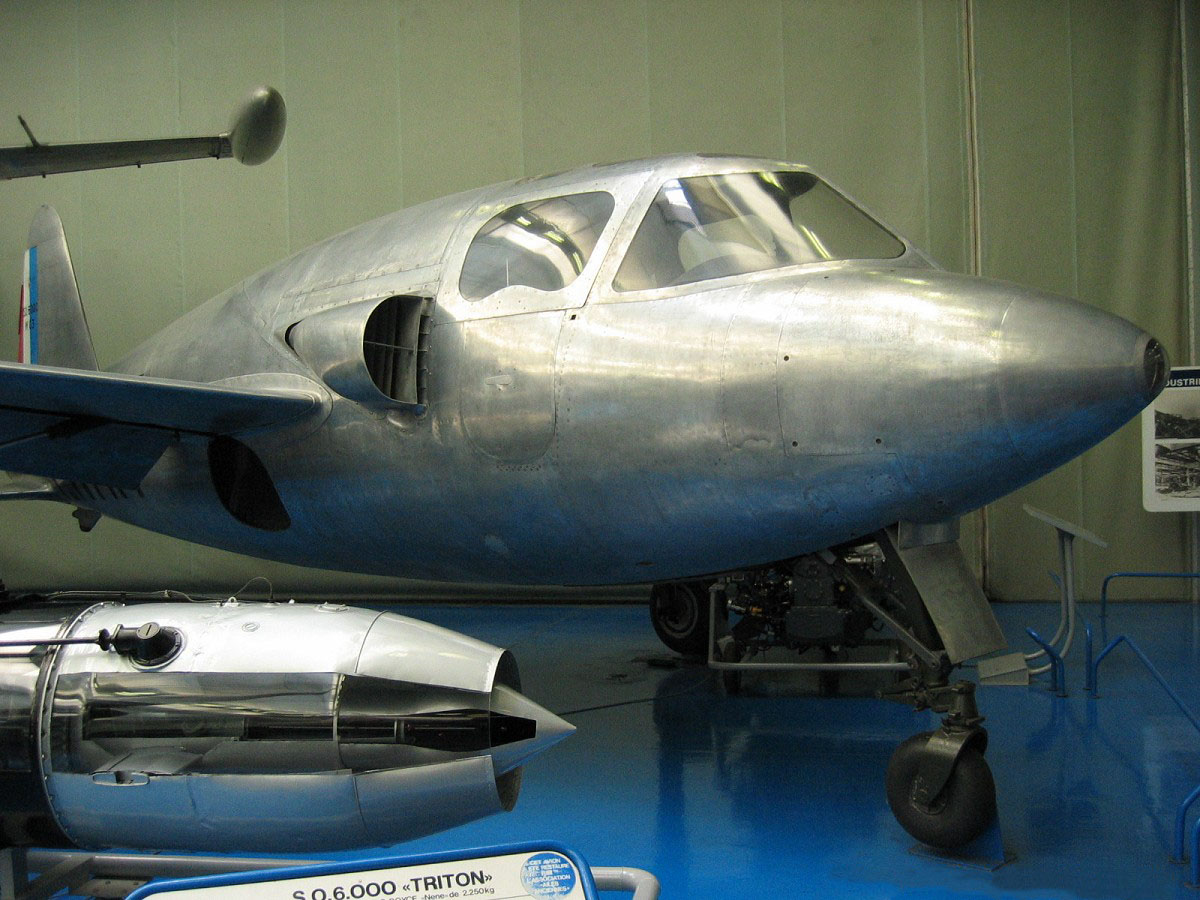
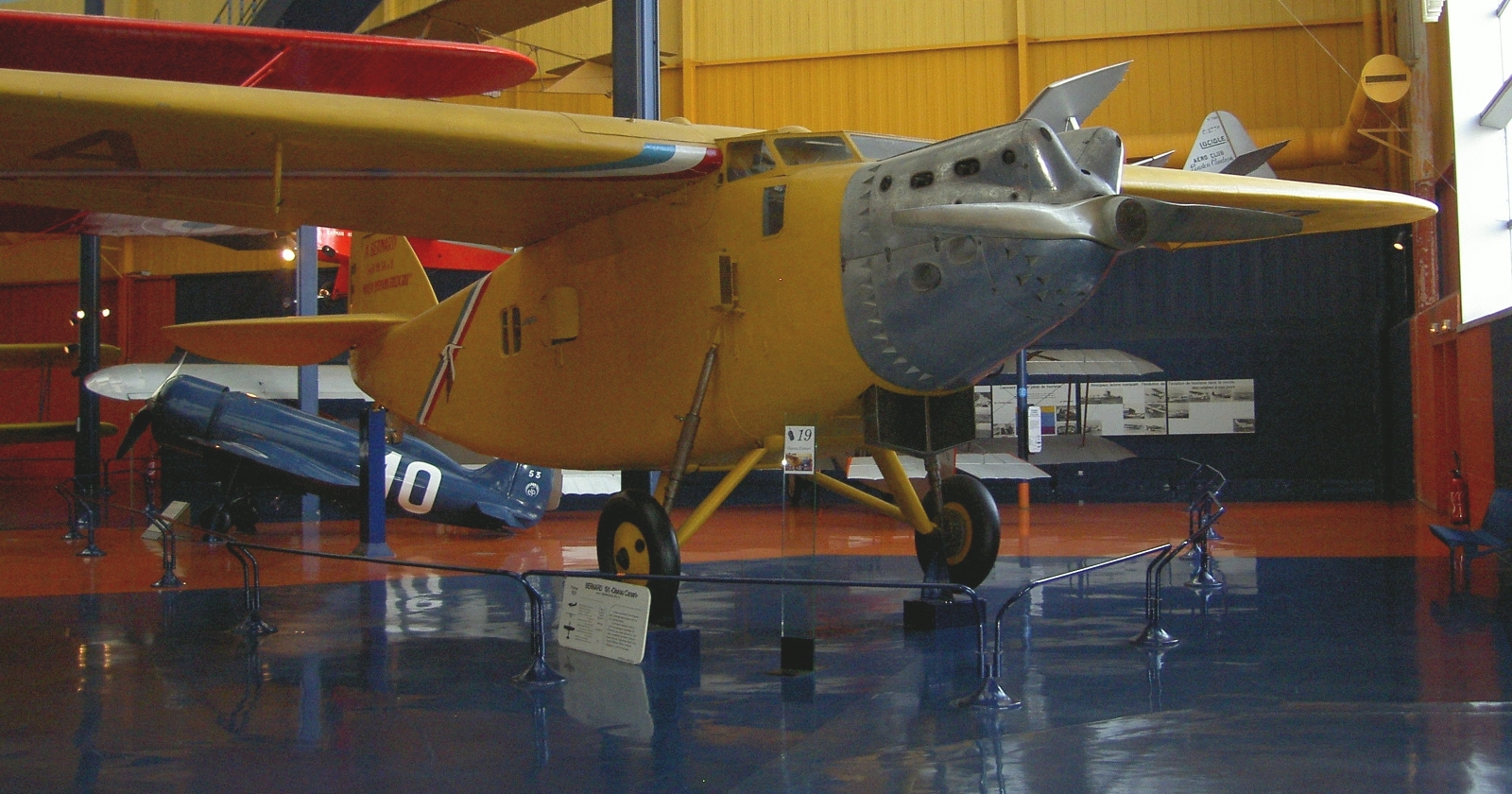

### Repülőgép-hajtóművek
- BMW 801, 1942
- Junkers Jumo 004, 1943

## Fordítás
- Ez a szócikk részben vagy egészben  a   Musée de l’air et de l’espace című német Wikipédia-szócikk fordításán alapul.  Az eredeti cikk szerkesztőit annak laptörténete sorolja fel. Ez a jelzés csupán a megfogalmazás eredetét és a szerzői jogokat jelzi, nem szolgál a cikkben szereplő információk forrásmegjelöléseként.